# Buraidá
Buraydah, Buraidá o Buraidah (en árabe: burayda 'بريدة') es la capital de la región norcentral de El Kasim en Arabia Saudita. Equidista del mar Rojo y el golfo Pérsico y tiene una población de 614.093 (estimación de 2010).
Tiene el clásico clima desértico de veranos calurosos, inviernos fríos y poca humedad.

## Economía
Su economía está basada en una agricultura de productos de oasis como dátiles, limones o naranjas, además de una producción de trigo que se ha ido creando en los últimos años y ha hecho de Arabia Saudí un exportador de este cereal. 
Cada año (en septiembre) se celebra una gran ceremonia por la llegada de la «temporada del dátil», en la cual mucha gente llega de los países del GCC para comprar su requerimiento anual de este fruto.
Cuenta también con el mercado más grande en el mundo de camellos. 